# آراسکوئس
آراسکوئس (به اسپانیایی: Arascués) یک منطقهٔ مسکونی در اسپانیا است که در نوئنو واقع شده‌است. آراسکوئس ۸۲ نفر جمعیت دارد و ۶۷۳ متر بالاتر از سطح دریا واقع شده‌است.